# 12027 Masaakitanaka
12027 Masaakitanaka este un asteroid din centura principală de asteroizi.

## Descriere
12027 Masaakitanaka este un asteroid din centura principală de asteroizi. A fost descoperit pe 3 ianuarie 1997 la Chichibu de Naoto Satō. Asteroidul prezintă o orbită caracterizată de o semiaxă mare de 2,42 ua, o excentricitate de 0,16 și o înclinație de 6,5° în raport cu ecliptica.